# كريس نيلسون (لاعب كرة قاعدة)
كريس نيلسون (بالإنجليزية: Chris Nelson)‏ (و. 1985  م) هو لاعب كرة قاعدة أمريكي، ولد في إسكونديدو، سان ديغو، كاليفورنيا، مركز لعبه هو قلب الدفاع ‏.

## روابط خارجية
- كريس نيلسون على موقع دوري كرة القاعدة الرئيسي (الإنجليزية)
- كريس نيلسون على موقعبيزبول رفرنس.كوم (الدوري الرئيسي) (الإنجليزية)
- كريس نيلسون على موقعبيزبول رفرنس.كوم (الدوري الثانوي) (الإنجليزية)
- كريس نيلسون على موقع إي إس بي إن.كوم (أم.أل.بي) (الإنجليزية)
- كريس نيلسون على موقع مشجعي الرسوم البيانية (الإنجليزية)